# Gualberta Alaide Beccari
Gualberta Alaide Beccari (Padova, 1842 – Bologna, 1906) è stata un'attivista e scrittrice italiana.

## Biografia
Giovanissima seguì le orme del padre, fervente patriota mazziniano, e della madre, che condivideva gli ideali e la passione teatrale del marito, facendo delle aspirazioni risorgimentali e della scrittura la fonte primaria della sua educazione e del desiderio di una nuova educazione della donna.

### L'interesse per la scrittura
L'interesse di Gualberta per la scrittura e per l'impegno politico emerse fin da giovane nella sua prima pubblicazione: Fidanzati senza saperlo! Primo tentativo drammatico della giovinetta Gualberta Alaide Beccari emigrata veneta (Milano, L. Cioffi, 1860), dove l'epigrafe dedicatoria recita: «A' suoi fratelli di emigrazione ai martiri d'Italia questo tenue lavoro dettato or son due anni nella povera Padova tuttora gemente sotto il giogo straniero l'esule giovinetta Gualberta Alaide Beccari nel dì del suo compleanno consacra. Modena, 12 maggio 1860». Insieme a Francesca Zambusi dal Lago curò un albo commemorativo in onore di Adelaide Cairoli e dei suoi figli: Ad Adelaide Cairoli le donne italiane (Padova, Tipografia alla Minerva, 1873). Fu anche autrice di novelle e commedie, alcune delle quali pubblicate sotto lo pseudonimo di Flaviana Flaviani. 

### La rivistaLa donna(1868-1891)
Nel 1868 Beccari fondò a Padova il periodico La donna, che voleva essere «un organo degli interessi femminili […] l'unico scritto da donne». Scopo principale della rivista era quello informare ed educare le donne in tutti gli ambiti: politico, letterario, scientifico ed artistico; gli articoli non si limitavano alla sfera teorica ma apportavano esempi pratici relativi alle scuole ed al mondo del lavoro, non mancava inoltre uno sguardo internazionale, alle principali espressioni del pensiero femminile.

### Il trasferimento a Bologna
Dopo un periodo veneziano, nel 1878 Beccari si trasferì a Bologna e con lei la redazione della rivista La donna. In seguito al trasferimento della redazione a Bologna l'impegno politico della rivista si fece più specifico: uno degli argomenti più frequenti divenne infatti l'attività delle società operaie di ispirazione democratico-mazziniana e di conseguenza l'attenzione alla lotta rivendicativa nel mondo del lavoro.
Attorno alla figura di Beccari e della rivista si creò una fitta rete di amicizie e corrispondenze che implicavano anche un intreccio di rapporti solidali e paritari, una rete di relazioni che si realizzava attraverso le pagine della rivista, ma anche durante le riunioni periodiche che avvenivano nella casa di Beccari, fucina di questo sodalizio intellettuale. 

### Le collaboratrici della rivistaLa donna
Tra le collaboratrici della rivista si potevano annoverare Anna Maria Mozzoni, Sarina Nathan, Luisa Tosco, Giorgina Saffi, Giulia Cavallari Cantalamessa, Fanny Lewald, Ernesta Napollon, Anna Vertua Gentile, Irma Melany Scodnik, tutte impegnate nelle principali campagne del femminismo ottocentesco per la conquista dei diritti civili e politici delle donne.

### Gli ultimi anni di vita
Malata, morì a Bologna nel settembre del 1906. È sepolta nel cimitero monumentale della Certosa di Bologna. La sua lapide, con un rilievo simbolico in marmo rappresentante il conforto dei bimbi poveri, si trova nel braccio di ponente del Chiostro VI.